# Печерні міста і церкви України
Печерні міста і церкви України

## Загальні поняття про печерні міста
Печерні міста – це підземні споруди або природні печери, що слугували житлом, військовими укріпленнями, місцями релігійних культів і поховань померлих. Вони були першими великими природними об’єктами, адаптованими та використаними первісною людиною. Пристосування печер і гротів до вимог життя, а також їх збільшення й поєднання між собою, прикрашення інтер’єрів за допомогою наскельного живопису дали початок підземному будівництву й архітектурі в цілому. Природні форми печер і гротів відображались на способах будівництва гірничих виробок, а також започатковували форми перших будівельних споруд на земній поверхні. Спорудження печер сприяло знахідкам перших корисних копалин та зумовило інтуїтивні спроби їх використання. Найчастіше печерні міста будували в гірських масивах, складених стійкими і водночас зручними для руйнування породами (вапняки, мергелі, крейда та ін.). 

## В Україні
В Україні здавна використовували різні типи підземних споруд, зокрема житлові, релігійні, фортифікаційні. При цьому дані про підземні комунікації, як правило, утаємничені, адже від цього залежала безпека і обороноздатність міст, фортець. Середньовічні замки, монастирі, фортеці будувалися з чітко продуманою системою ходів, тунелів, колодязів, погребів, схованок.
Найвідоміші печерні міста в нашій країні зосереджені устолових масивах Внутрішньої гряди Кримських гір (Чуфут-Кале, Мангуп-Кале, Ескі-Кермен, Тепе-Кермен та ін.). 
Разом з тим, практично кожне старовинне українське місто має свої цілком реальні й легендарні підземні споруди, часом багатоярусні (іноді пов’язані з видобутком каменю для будівництва міста). Підземелля виявлені у Києві, Харкові, Львові, Кам’янці Подільському, Кременці, Вінниці, Сумах, Острозі, Дубно, Рівному та багатьох інших. Унікальний комплекс являють собою катакомби поблизу Одеси та Керчі (Аджимушкайські каменоломні).
Знаковим явищем нашої культури є також печерні християнські храми – Києво-Печерська лавра та Святогірська лавра.